# Pandora arenosa
Pandora arenosa is een tweekleppigensoort uit de familie van de Pandoridae. De wetenschappelijke naam van de soort is voor het eerst geldig gepubliceerd in 1834 door Conrad.